# Ernst Runge
Ernst Runge (* 19. Februar 1890 in Berlin; † 31. Januar 1970 in Berlin) war ein deutscher Politiker (FDP).

## Leben
Runge legte das Abitur am Humanistischen Gymnasium ab und studierte an der Technischen Hochschule Berlin. 1913/14 leistete er Militärdienst und nahm von 1914 bis 1918 am Ersten Weltkrieg teil. 1919 legte er sein Examen ab, 1921 die staatliche Prüfung im Hochbau. Er wurde zum Regierungsbaumeister ernannt und arbeitete 1921/22 als Referent im Reichskommissariat für Reparationslieferungen. Ab 1924 war er selbstständiger Architekt. 1928 erfolgte seine Promotion zum Dr. ing. Er arbeitete als vereidigter Sachverständiger und von 1931 bis 1933 als Technischer Beirat der Allgemeinen Deutschen Creditanstalt Leipzig. Von 1939 bis 1943 leistete er Wehrdienst als Hauptmann der Reserve und war anschließend erneut als Architekt tätig.
Ab 1923 war er Mitglied der Deutschen Volkspartei (DVP), später der SPD. 1948 trat er der FDP/LDP bei. Er war von 1955 bis 1959 Mitglied des Abgeordnetenhauses von Berlin.